# Kertawidżaja
Kertawidżaja (ur. przed 1429, zm. 1451) – jawajski monarcha i siódmy władca imperium Majapahit (1447–1451).

## Życiorys
Był synem Wikramawardhany. Po jego w 1429 śmierci w związku z małoletnością Kertawidżaji władzę w charakterze regentki przejęła jego siostra Suhita. Regencja zakończyła się dopiero po jej śmierci w 1447 roku, po czym przejął on pełnię władzy. Rządził on do 1451 roku, gdy zmarł. Władzę po nim przejął jego brat Rajasawardhana.